# Gary Doer

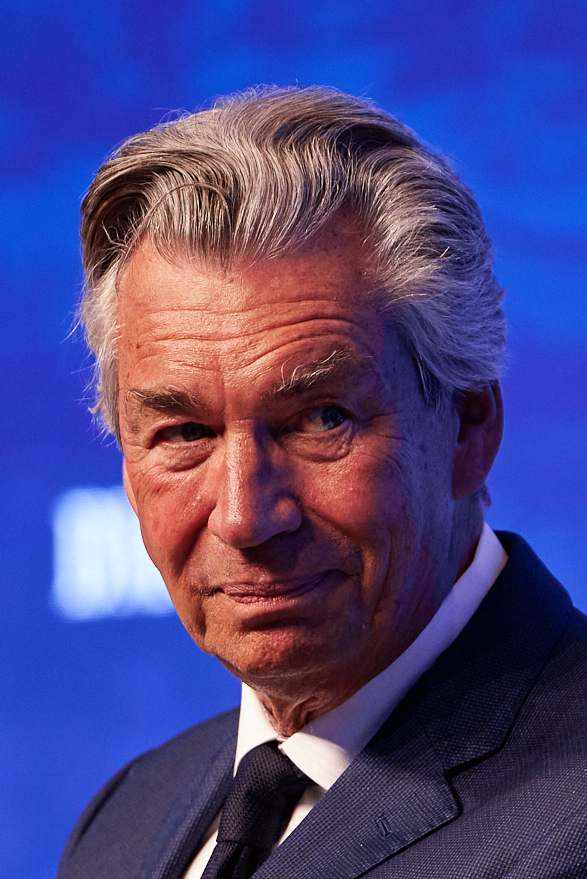
Gary Doer

Gary Albert Doer (* 31. März 1948 in Winnipeg, Manitoba) ist ein kanadischer Politiker und Diplomat. Vom 5. Oktober 1999 bis zum 19. Oktober 2009 war er Premierminister der Provinz Manitoba. Doer war ab 1986 Minister im Kabinett von Howard Pawley. 1988 wurde der frühere Gewerkschaftsfunktionär zum Vorsitzenden der sozialdemokratischen New Democratic Party of Manitoba gewählt und übernahm nach elf Jahren in der Opposition die Regierungsverantwortung. Seit seinem Rücktritt als Premierminister ist er kanadischer Botschafter in Washington, D.C.

## Berufsleben und Einstieg in die Politik
Doers Vorfahren stammen aus Deutschland und Wales. Er studierte Politikwissenschaft und Soziologie an der University of Manitoba, brach aber sein Studium nach einem Jahr ab. Stattdessen arbeitete er im Strafvollzug und stieg bis zum Vizedirektor des Jugendgefängnisses von Winnipeg auf. 1979 wurde Doer zum Vorsitzenden der Gewerkschaft der Staatsangestellten von Manitoba (Manitoba Government Employees' Association) gewählt und übte dieses Amt bis 1986 aus. Er hatte Führungsfunktionen im Gewerkschaftsbund der Provinz Manitoba (Manitoba Federation of Labour) und in der Nationalen Vereinigung der Provinzangestellten (National Union of Provincial Government Employees). Darüber hinaus war er im Direktorium des Football-Vereins Winnipeg Blue Bombers.
Doer war 1972 der New Democratic Party of Manitoba (NDP) beigetreten. 1975 trat er aber aus der Partei aus, um die politische Neutralität seiner Gewerkschaft zu wahren. Anfang 1986 gab er seinen Einstieg in die Politik bekannt. Im März dieses Jahres kandidierte er bei den Wahlen zur Legislativversammlung von Manitoba und wurde im Wahlkreis Concordia, der im Nordosten Winnipegs liegt, gewählt. Am 17. April ernannte ihn Premierminister Howard Pawley zum Minister für Stadtentwicklung. Pawleys Regierung verfügte nur über eine kleine Mehrheit und scheiterte am 8. März 1988 an einem Misstrauensvotum, da ein abtrünniger NDP-Abgeordneter die Opposition unterstützt hatte.

## In der Opposition
Nach Pawleys Rücktritt als Parteivorsitzender wurde Doer am 30. März 1988 am Parteitag der NDP in Winnipeg zu dessen Nachfolger gewählt, wobei er sich erst im dritten Wahlgang mit knappem Vorsprung durchsetzen konnte. Er wurde nicht als Premierminister vereidigt, da das Parlament bereits aufgelöst worden war. Bei den Parlamentswahlen Ende April 1988 konnte Doer die sich seit längerer Zeit abzeichnende Niederlage der NDP nicht abwenden. Er selbst konnte seinen Sitz halten, doch die Partei verlor über ein Drittel ihrer Wähler und wurde lediglich drittstärkste Kraft.
Zwar ergab sich die Möglichkeit, eine Koalitionsregierung mit der Manitoba Liberal Party zu bilden, doch Doer entschied sich stattdessen, informell die von Gary Filmon angeführte Minderheitsregierung der Progressive Conservative Party of Manitoba zu unterstützen. Das dominierende politische Thema war der Meech Lake Accord, der die Ergänzung der kanadischen Verfassung zum Ziel hatte. Die Vorsitzenden der drei führenden Parteien Manitobas einigten sich im Juni 1990 darauf, einem Kompromissvorschlag der Bundesregierung zuzustimmen. Dagegen wehrte sich jedoch der NDP-Abgeordnete Elijah Harper, ein Häuptling der Cree, der die zu geringe Berücksichtigung der Interessen der Ureinwohner kritisierte. Da die vom Gesetz vorgegebene Einmütigkeit nicht zustande kam, konnte der Meech Lake Accord nicht umgesetzt werden.
Bei den Wahlen im September 1990 konnte die NDP zwar zulegen, doch errangen die Progressiv-Konservativen die absolute Mehrheit der Sitze. Als Vorsitzender der zweitstärksten Partei wurde Doer offizieller Oppositionsführer. Unablässig kritisierte er die Sparmaßnahmen der Regierung im Gesundheits- und Bildungswesen. Seine Partei unterstützte den Charlottetown Accord, der ähnlich wie der gescheiterte Meech Lake Accord mehrere Verfassungsänderungen vorsah. Allerdings wurde diese Übereinkunft 1992 in einem landesweiten Referendum abgelehnt; die Provinz Manitoba verzeichnete die zweithöchste Ablehnung.
Im April 1995 konnte die NDP bei den Wahlen wiederum leicht zulegen, doch blieben die Progressiv-Konservativen weiterhin an der Macht. Filmons Regierung nahm weitere Kürzungen im Gesundheits- und Bildungswesen vor. Doer kritisierte, diese seien lediglich ideologisch motiviert und aus finanzieller Sicht unnötig. Auch bekämpfte er ohne Erfolg die Privatisierung der Telekommunikationsgesellschaft Manitoba Telephone System.

## Premierminister
Bei den Wahlen im September 1999 gelang es der NDP, die Progressiv-Konservativen zu verdrängen und die Mehrheit der Sitze zu erringen. Ausschlaggebend waren die Versprechen, das Gesundheitswesen zu verbessern und die Elektrizitätsgesellschaft Manitoba Hydro nicht zu privatisieren. Doer verfolgte einen Kurs, der dem „Dritten Weg“ des britischen Premierministers Tony Blair gleicht. Vizegouverneur Peter Liba ernannte Doer am 5. Oktober 1999 zum neuen Premierminister von Manitoba. Gleichzeitig übernahm Doer die Leitung des Ministeriums für Außenbeziehungen.
Doers Regierung gilt als vorsichtig und pragmatisch, bisweilen auch als leicht konservativ. Sie übernahm zahlreiche Positionen der Vorgängerregierung in ihr eigenes Programm und hielt sich – im Gegensatz zu früheren NDP-Regierungen – bei der Ankündigung und Durchsetzung neuer Reformvorhaben eher zurück. Trotz höherer Ausgaben im öffentlichen Gesundheitswesen konnte der Staatshaushalt durchwegs ausgeglichen gestaltet werden, die gute Wirtschaftslage ermöglichte moderate Steuersenkungen. Bei den Wahlen im Juni 2003 konnte die NDP ihren Vorsprung ausbauen.
2004 erließ die Provinzregierung ein wegweisendes Nichtraucherschutzgesetz, mit dem das Rauchen in öffentlichen Gebäuden und in Betrieben verboten wird. Das Gesetz wurde von sämtlichen Parteien unterstützt und ist das erste seiner Art in Kanada. Weitere Provinzen sind diesem Beispiel gefolgt. Doer unterstützte von Beginn weg das Kyoto-Protokoll. Die Regierung schuf einen Fonds zur Finanzierung von Projekten, die zur Verringerung des Ausstoßes von Treibhausgasen beitragen. Das amerikanische Wirtschaftsmagazin BusinessWeek bezeichnete Doer Ende 2005 als eine der weltweit zwanzig wichtigsten Personen, die sich für den Klimaschutz einsetzen. Bei den Wahlen im Mai 2007 wurde Doers Regierung zum zweiten Mal bestätigt. Trotz eines leichten Rückgangs des Wähleranteils resultierte ein Sitzgewinn.
Am 27. August 2009 gab Doer überraschend bekannt, er werde nicht zu den Wahlen 2011 antreten und bald zurücktreten; ein genaues Datum nannte er jedoch nicht. Am darauf folgenden Tag ernannte ihn der kanadische Premierminister Stephen Harper als Nachfolger von Michael Wilson zum neuen Botschafter in Washington, D.C. Die Delegiertenversammlung von Doers Partei bestimmte Finanzminister Greg Selinger am 17. Oktober zu seinem Nachfolger als Parteivorsitzender und Premierminister. Doer trat seinen neuen Posten zwei Tage später an.